# Establecimiento Pur Sang

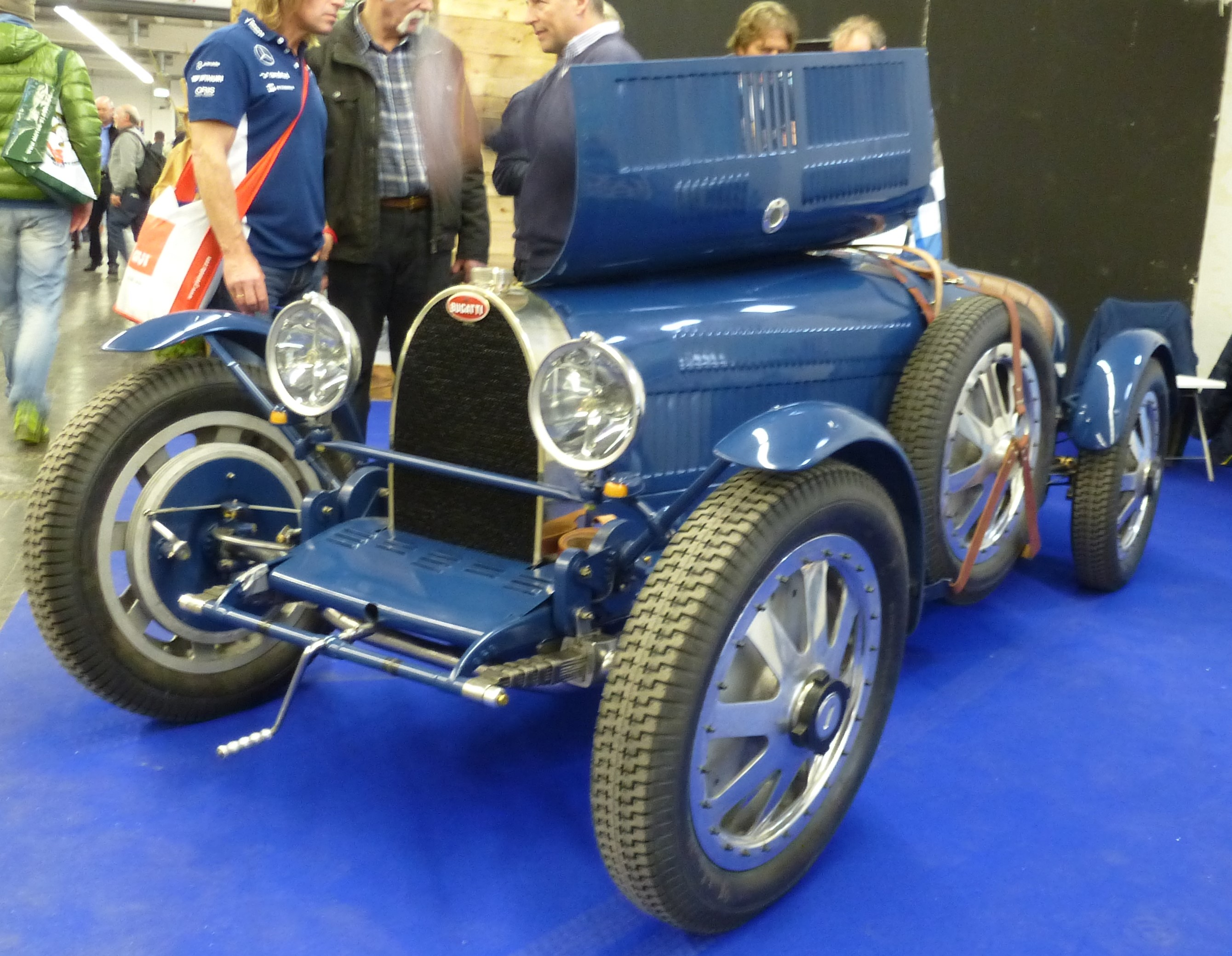
Pur Sang

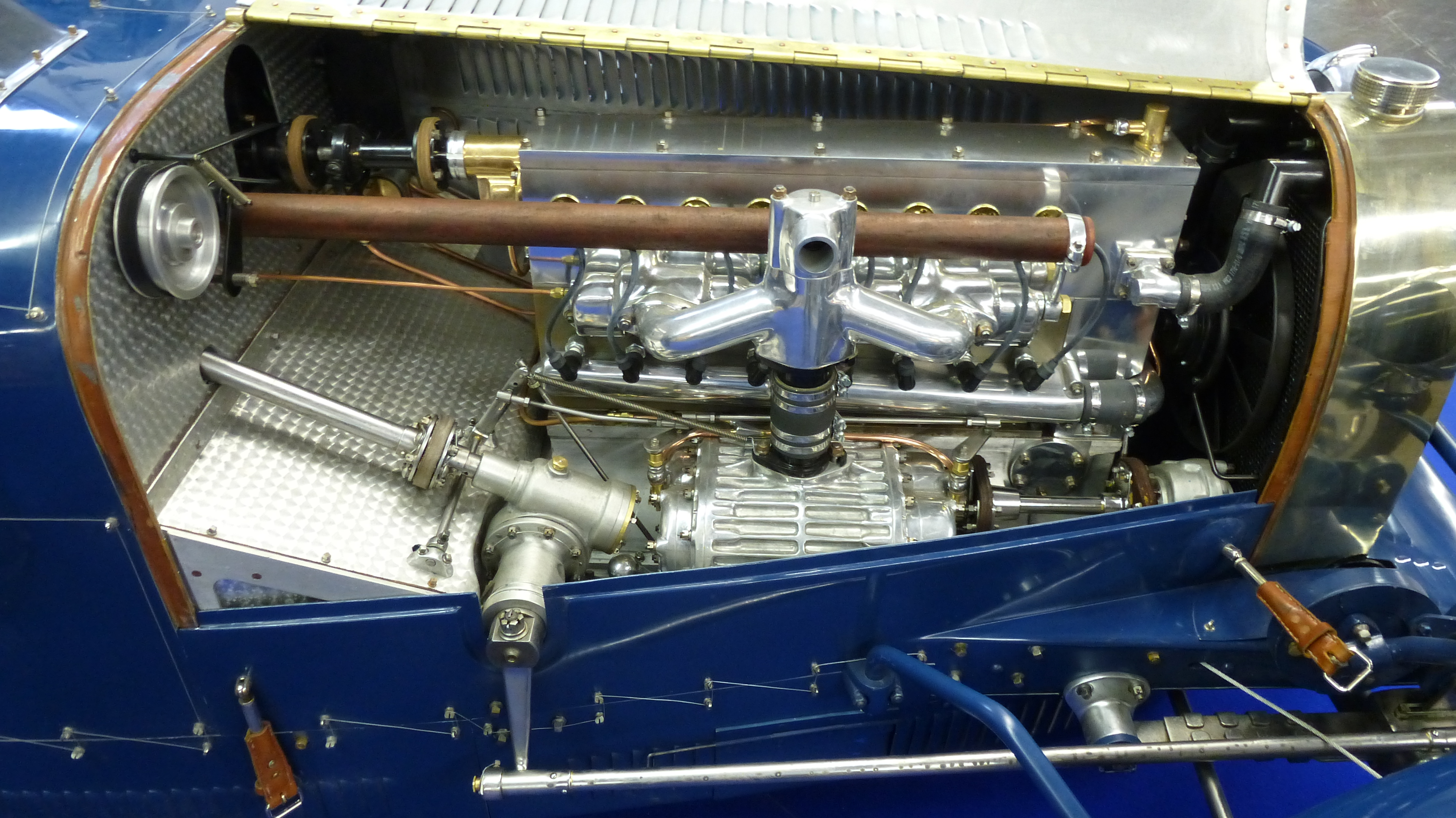
Motor

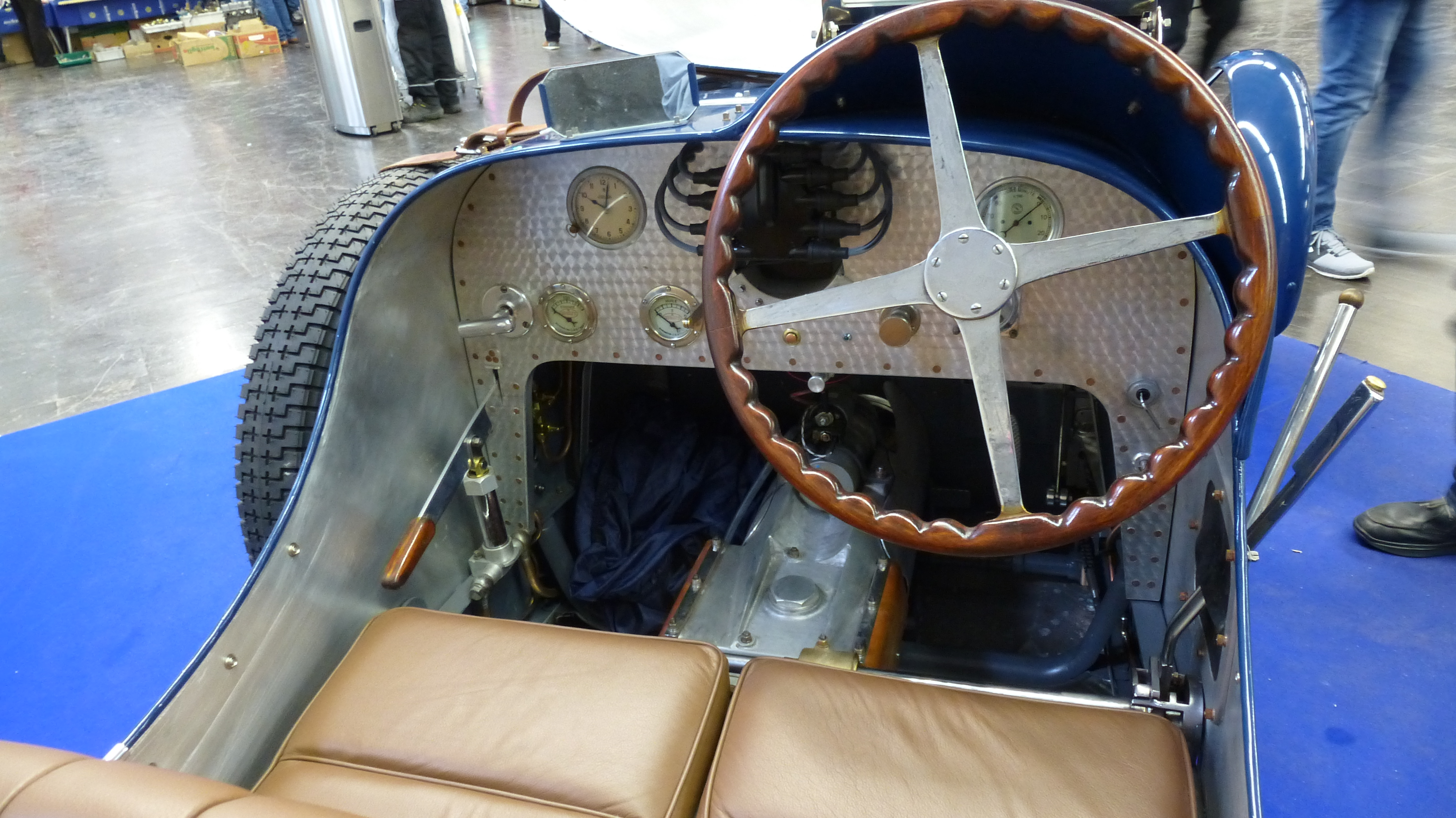
Interieur

Establecimiento Pur Sang S.A. ist ein argentinischer Hersteller von Automobilen.

## Unternehmensgeschichte
Leonidas Jorge Anadón gründete 1982 das Unternehmen in Paraná. Er begann im gleichen Jahr mit der Produktion von Automobilen. Andere Quellen geben dagegen 1995 oder 1996 als Produktionsbeginn an. Die Markennamen lauten Anadón und Pur Sang.

## Fahrzeuge
Im Angebot steht die Nachbildung des Bugatti Type 35. 2006 befanden sich weitere Nachbildungen zu Fahrzeugen von Alfa Romeo, Bugatti, Cadillac und Mercedes-Benz in der Entwicklung. Das Unternehmen selbst gibt die Bugatti-Modelle 35, 37, 43 und 51 an. Obwohl Pur Sang die Nachbauten mit argentinischen Fahrgestellnummern ausliefert, werden die Fahrzeuge in Europa häufig mit gefälschter Identität als Originale angeboten. Ein 1999er Pur Sang Bugatti 35B erzielte einen Verkaufspreis von 136.000 €, während Originale über 1 Million Euro erzielen. Nach Angaben des Unternehmens wird auch eine Replica der Indian-Bahnrennmaschine hergestellt.